# María Josefa Ascargorta y Rivera
María Josefa Ascargorta y Rivera (Madrid, ca. 1800 - 1850) fue una pintora española.

## Biografía
Nacida hacia 1800 en Madrid, cursó estudios artísticos en el Estudio de Dibujo para Señoritas de la calle de Fuencarral, centro dependiente de la Real Academia de Bellas Artes de San Fernando, donde fue discípula de Vicente López y Portaña. Poco después de entrar, la calidad de sus dibujos llamó la atención de sus maestros, los cuales presentaron a la Junta Ordinaria de la Academia el 23 de enero de 1820. A raíz de esto, el 5 de abril de 1820, Ascargorta recibió, junto a su condiscípula Luisa Marchori, el trabajo de correctora en el Estudio de Dibujo de Señoritas. El 27 de noviembre de 1821 se le asignó una dotación de 1000 reales anuales. Durante el desarrollo de este trabajo, fijó sus intereses en las mujeres que tenía a su cargo, desatendiendo, en cierta manera, su propia evolución.
Unos años más tarde, en 1828, en un contexto en el que muchas profesoras quisieron lograr un mayor reconocimiento por su condición de artistas, y pese a no haber podido desarrollar la práctica pictórica a causa de su trabajo, Ascargorta presentó una solicitud a la Real Academia de Bellas Artes de San Fernando para ser admitida como académica de mérito, como aficionada que era. Para ello, ejecutó una copia de un Cristo Nazareno, copia de Luis de Morales, aún hoy conservado en la Real Academia. Sin embargo, tras una votación secreta, la comisión deliberó y le otorgó sólo el grado de supernumeraria el 2 de noviembre de 1828, en la especialidad de pintura de historia. Según Pérez-Martín, posiblemente la Junta no le otorgó el grado solicitado debido a que pertenecía a una clase social de extracción más humilde y como pintora de profesión.
A su vez, también recibió el mismo título Luisa Marchori, discípula de Juan Antonio Ribera. En una carta de María Josefa Ascargorta al Secretario de la Real Academia de San Fernando expresó: «recibido el título de académica de mérito supernumeraria con que la Real Academia de San Fernando ha tenido a bien honrarme, y aunque dicha corporación no ha condescendido con mi solicitud, como V. S. me dice en su citado oficio, pues ha creado para mí un título desconocido hasta ahora en la Academia, no puedo menos de darla las gracias».